# 水市恵
水市恵（みずいち けい、1984年11月6日 - ）は日本の小説家。男性。主にライトノベルにて活動する。

## 経歴
2006年に『携帯電話俺』で第1回小学館ライトノベル大賞佳作を受賞し、2007年にデビュー。twitterでは「アナグラム大会」や「2文字含むバトル」といった、参加型の言葉遊びを主宰している。

## 作品リスト

### 単著

#### 携帯電話俺
イラスト：なぽる
- 『携帯電話俺』（2007年6月 ガガガ文庫）
- 『携帯電話俺 2』（2007年9月 ガガガ文庫）
- 『携帯電話俺 3』（2008年1月 ガガガ文庫）

#### 時間商人
イラスト：カズアキ
- 『時間商人 不老不死、売ります』（2008年8月 ガガガ文庫）
- 『時間商人 不老不死、二度売ります』（2009年2月 ガガガ文庫）
- 『時間商人 トキタと命の簒奪者たち』（2009年6月 ガガガ文庫）
- 『時間商人 トキタの死期、カナタの思恋』（2010年10月 ガガガ文庫）

#### ドラゴンライズ
イラスト：029
- 『ドラゴンライズ 双剣士と竜の嘘』（2011年9月 ガガガ文庫）
- 『ドラゴンライズ 2 反逆者と竜の嘘』（2012年2月 ガガガ文庫）
- 『ドラゴンライズ 3 王宮と竜の嘘』（2012年6月 ガガガ文庫）
- 『ドラゴンライズ 4 長剣士と竜の嘘』（2012年10月 ガガガ文庫）

#### その他
- 『イヴの時間 another act』（2010年3月 ガガガ文庫） - 原作：吉浦康裕、イラスト：茶山隆介
- 『無作為抽出恋愛遊戯』（2013年9月 ガガガ文庫） - イラスト：九條宝珠